# 飙网族
飙网族，网络上的解释就是指「随时随地网上冲浪」。他们的共同之处是「飙网」，比如随时随地上网，随时随地通过上网团购买东西，随时随地上上网写微博，生活之中永远离不开网络。
飙网族如同SOHO族、月光族、乐活族、飞特族等族群相似，是一新兴「族类」，是在3G网络背景下产生的新生族群。飆網族的成員主要為年輕人及學生，在網上逗留的時間較長。